# Краснов, Владимир Александрович (актёр)
Влади́мир Алекса́ндрович Красно́в (род. 6 сентября 1940 года) — советский и российский актёр театра и кино. Народный артист России (1999).

## Биография
Владимир Александрович Краснов родился 6 сентября 1940 года. В 1963 году окончил Саратовское театральное училище (курс Юрия Киселёва).
В разные годы работал в театрах Омска и Норильска, Саратовском ТЮЗе. С 2001 года по приглашению О. П. Табакова, работает в МХТ им. Чехова.

### Роли в театре

#### Саратовский ТЮЗ
- «Обыкновенная история» — Саша Адуев /В. Розов/
- «Гамлет» — роль Гамлета /У. Шекспир/
- «Доходное место» — Жадов /А. Островский/
- «На всякого мудреца довольно простоты» — Глумов /А. Островский/
- «Банкрот» — Большов /А. Островский/
- «Волки и овцы» — Чугунов /А. Островский/
- «Конец книги шестой» — Коперник /Е. Брошкевич/
- «Чайка» — Треплев и Дорн /А. Чехов/
- «Цена» — Виктор /А. Миллер/
- «Ситуация» — Антон Копалин /В. Розов/
- «Рядовые» — Дугин /А. Дударев/
- «Дружина» — Курочкин /М. Рощин/
- «Аленький цветочек» — Купец /по С. Т. Аксакову/

#### Московский Художественный театр имени А. П. Чехова
- 2001 — «Ю» — Степан Иванович / О. Мухиной /режиссура Е. Каменькович/
- 2002 — «Ретро» — Чмутин / А. Галина /режиссура А. Мягков/
- 2004 — «Вишневый сад» — Симеонов-Пищик / А. П. Чехов /режиссура А. Шапиро/
- 2004 — «Мещане» — Перчихин / М. Горького /постановка К. Серебренникова/
- 2005 — «Последний день лета» — роль деда /братья В. и М. Дурненковы /режиссура Николай Скорик/
- 2007 — «Тутиш» — Али /рассказ Алексея Торка «Пенсия»/ Марина Брусникина
- 2007 — «Чайка» — Шамраев / А. П. Чехов /режиссура О. Ефремов, ввод/
- 2008 — «Белый кролик» — Судья / М. Чейз /режиссура Е. Каменькович/
- 2011 — «Дом» — дедушка Игоря и Анатолий Васильевич / Евгений Гришковец и А. Матисон /режиссура С. Пускепалис/
- 2012 — «Прошлым летом в Чулимске» — Помигалов / А. Вампилова /режиссура С. Пускепалис/

#### Московский театр-студия под руководством Олега Табакова
- «Кукла для невесты» — Митрич / А. Коровкина / режиссура А. Мохов/
- «Женитьба Белугина» — Гаврила Белугин / Н. Соловьева, А. Островского /режиссура С. Пускепалис/

### Роли в кино
- 1964 — «Застава Ильича» — эпизод
- 1965 — «Верность» — Строков
- 1965 — «Пять встреч»
- 1970 — «Мастерица варить кашу» — главная роль
- 2002 — «Марш Турецкого» (3-й сезон) — Сомов
- 2002 — «Ретро» — Николай Михайлович
- 2003 — «Каменская-3» — Гусько
- 2003 — «Спас под берёзами» — Николай, ктитор
- 2004 — «МУР есть МУР» — Андрей Дмитриевич
- 2005 — «Статский советник» — Ведищев
- 2005 — «Дополнительное время» — Сироткин
- 2005—2006 — «Не родись красивой» — Родион, муж Ольги Вячеславовны
- 2007 — «Учитель в законе» — Сергей Михайлович, врач-кардиолог, друг Богомолова
- 2008 — «Закон и порядок: Отдел оперативных расследований-3» — профессор Лукьянов
- 2008 — «Я вернусь» — Иван Павлович
- 2009 — «Братаны» — полковник Ярослав Степанович Сычев
- 2010 — «Учитель в законе. Продолжение» — Сергей Михайлович, врач-кардиолог, друг Богомолова
- 2012 — «Вишневый сад» (фильм-спектакль) — Борис Борисович Симеонов-Пищик, помещик

## Награды
- Орден «За заслуги в культуре и искусстве» (3 марта 2025 года) — за заслуги в области культуры и искусства, многолетнюю плодотворную деятельность[3].
- Народный артист Российской Федерации (18 апреля 1999) — за большие заслуги в области искусства[1].
- Заслуженный артист РСФСР (1978 год).